# Jorge Vidigal
Jorge Filipe da Cruz Vidigal (Elvas, 29 gennaio 1978) è un ex calciatore portoghese naturalizzato angolano, di ruolo difensore.

## Biografia
Anche i suoi fratelli José Luís, António detto Toni, José detto Lito e Norberto detto Beto sono stati calciatori.

## Carriera

### Club
Ha giocato nella massima serie portoghese con le maglie di Sporting Lisbona e Beira-Mar.
Ha chiuso la carriera in patria con la maglia del Recreativo da Catumbela.

### Nazionale
Con la Nazionale angolana ha giocato l'amichevole contro la Repubblica Democratica del Congo il 27 agosto 2011.